# تشارلي دوبسون
تشارلي دوبسون (من مواليد 20 أكتوبر 1999) هو عداء سباقات السرعة بريطاني، فاز بالميدالية الفضية في سباق 400 متر في بطولة أوروبا لألعاب القوى 2024، وفاز بسباق 400 متر في بطولة بريطانيا لألعاب القوى 2024. كما كان جزءًا من الفريق البريطاني الذي فاز في بطولة أوروبا لألعاب القوى 2022  سباق 4 × 400 متر تتابع للرجال في بطولة أوروبا لألعاب القوى 2022. فاز بالميدالية البرونزية في مع الفريق البريطاني في سباق التتابع 4 × 400 متر في باريس 2024.